# Xixel
Xixel (en rus: Шишель) és un volcà en escut extingit situat a la part nord de la península de Kamtxatka, Rússia. Cobert per glaceres, el seu cim s'eleva fins als 2.525 msnm. i es troba al centre de la serralada Sredinni. La darrera erupció del volcà va tenir lloc durant el Plistocè.